# 阿尔乔莫夫斯基区
阿尔乔莫夫斯基区（羅馬化：Artyomovskiy rayon）是俄罗斯斯维尔德洛夫斯克州的一个区，行政中心为阿尔乔莫夫斯基。该区2021年有人口54,232人；2010年人口60,230；2002年人口35,040；1989年人口33,929。